# Сокова Тетяна Володимирівна
Тетяна Володимирівна Сокова — майор Збройних сил України, учасниця російсько-української війни, що відзначилася у ході російського вторгнення в Україну.

## Військова служба
Тетяна Сокова — військовослужбовець командування Повітряних Сил Збройних Сил України. Згідно розпорядження голови Вінницької обласної державної адміністрації від 26 листопада 2021 року за № 834 нагороджена Почесною грамотою облдержадміністрації та обласної Ради з нагоди відзначення на Вінниччині Дня Збройних Сил України (на той час мала військове звання капітана).

## Нагороди
- орден «За мужність» III ступеня (2022) — за особисту мужність і самовіддані дії, виявлені у захисті державного суверенітету та територіальної цілісності України, вірність військовій присязі[2].